# Château du Coat-Caric
Le château du Coat-Caric est un édifice situé à Plestin-les-Grèves en France.

## Localisation
Le château est situé sur le territoire de la commune de Plestin-les-Grèves dans le département des Côtes-d'Armor, dans la région Bretagne.

## Description
Le corps de logis est une construction à volumétrie importante comprenant un sous-sol semi-enterré, un rez-de-chaussée surélevé, un étage carré et un étage de comble. C'est un château de style éclectique empruntant des éléments néogothiques et des éléments classiques. Il prend jour sur les quatre côtés et présente neuf travées régulières à l'avant. Il est composé d'un corps de bâtiment central flanqué de pavillons en équerre. Le corps central, coiffé d'un toit en pavillon, est précédé de deux tours à toiture polygonale.Le bâtiment couramment dénommé "les communs du château" est l'unique vestige de la construction d'architecte de la fin du XIXe siècle. C'est un bâtiment construit en schiste, granite et brique sur un plan régulier en H. Il est formé d'un bâtiment de plan rectangulaire allongé à usage d'écuries et de deux bâtiments perpendiculaires à usage de logement. Le bâtiment à usage d'écurie, conçu sur une structure ternaire (trois pièces), comprend un rez-de-chaussée et un comble à surcroît. Il se compose d'un corps central prolongé à gauche et à droite par deux dépendances ouvertes chacune d'une porte. Le corps central, coiffé d'une toiture en pavillon, est ouvert d'une porte charretière encadrée par deux tours circulaires coiffées chacune d'un toit conique. Les logements latéraux présentent un pignon à l'avant et à l'arrière et comprennent un rez-de-chaussée et un étage en surcroît.Plusieurs éléments concourent à l'ornementation et la monumentalisation de ces bâtiments : tours circulaires et polygonales, toiture en pavillon, crête de toit et épis de faîtage en zinc, lucarnes sommées de fleurons, pignons à rampant et crochets, corniches à modillons.

## Historique
Le château de Coat-Carric a été construit d'après la tradition orale en 1890 par l'architecte Henri Mellet (corps de logis et communs du château). Le corps de logis a été détruit par un incendie à la fin du XXe siècle.
Il est inscrit à l'inventaire général du patrimoine culturel.